# 益昌郡
益昌郡，唐朝时设置的郡。
天宝元年（742年）改利州置，治所在绵谷县（今四川省广元市）。辖境相当今四川省广元、青川、旺苍和陕西省宁强等市县。下辖绵谷县、葭萌县、益昌县、景谷县、嘉川县、胤山县（今四川省广元市元坝区磨滩镇长青坝）。乾元元年（758年）复为利州。 
唐朝益昌郡太守
- 王思旭（天宝年间）